# Пятигоровка (Луганская область)
Пятигоровка (укр. П'ятигорівка) — село в Лутугинском районе Луганской области Украины. Под контролем самопровозглашённой Луганской Народной Республики. Входит в Першозвановский сельский совет.

## География
Село расположено на реке под названием Луганчик. Ближайшие населённые пункты: Верхняя Ореховка, Петро-Николаевка, Новофёдоровка, Волнухино (все четыре выше по течению Луганчика) на западе, Глафировка на северо-западе, Переможное на севере; Красное на северо-востоке, Первозвановка на востоке (оба ниже по течению Луганчика); Глубокое на юго-востоке, Карла Либкнехта на юго-западе.

## Население
Население по переписи 2001 года составляло 134 человека.

## Общие сведения
Почтовый индекс — 92030. Телефонный код — 6436. Занимает площадь 0,218 км².

## Прославленные уроженцы
Родина Виктора Чумаченко — Героя Советского Союза, участника десанта Ольшанского.

## Местный совет
92030, Луганская обл., Лутугинский р-н, с. Першозвановка, ул. Ленина, 46; тел. 99-6-43